# Powiat Teltow-Storkow
Powiat Teltow-Storkow (niem. Kreis Teltow-Storkow) – dawny powiat w Królestwie Prus, w prowincji prowincji Brandenburgia, w rejencji poczdamskiej. Istniał w latach 1816–1835, siedzibą władz powiatu było miasto Teltow.
Obecnie tereny powiatu Teltow-Storkow leżą w Berlinie oraz brandenburskich powiatach: Dahme-Spreewald, Teltow-Fläming, Oder-Spree i Potsdam-Mittelmark

## Historia
Powiat leżący na południe od Berlina powstał w 1816 w wyniku nowego podziału administracyjnego Prus po kongresie wiedeńskim. Do 1821 gminy w północnej części powiatu należały do rejencji berlińskiej a pozostały teren w rejencji poczdamskiej. Cały powiat znalazł się w rejencji poczdamskiej 1 stycznia 1822, gdy zlikwidowano rejencję berlińską.
W 1835 ziemie powiatu zamieszkiwało około 65 tysięcy osób. 1 stycznia 1836 obszar dawnego państwa Storkow z powiatu Teltow-Storkow została połączona wraz z północną częścią powiatu Lübben i dawnymi obszarami Beeskow w powiat Beeskow-Storkow, pozostały teren powiatu Teltow-Storkow stworzył powiat Teltow.

## Miasta
W powiecie Teltow-Storkow znajdowało się 9 miast:
| Miasto            | Liczba mieszkańców (1835) |
| ----------------- | ------------------------- |
| Charlottenburg    | 6 000                     |
| Köpenick          | 2 500                     |
| Mittenwalde       | 2 000                     |
| Trebbin           | 1 600                     |
| Zossen            | 1 500                     |
| Storkow (Mark)    | 1 450                     |
| Teltow            | 1 200                     |
| Wendisch Buchholz | 800                       |
| Teupitz           | 500                       |